# Клеопатра I
Вижте пояснителната страница за други личности с името Клеопатра.
Клеопатра I (на старогръцки: Κλεοπάτρα Σύρα, Cleopatra I Syra, Kleopatra I.* 204 пр.н.е.; † април или май 176 пр.н.е.) е царица на Древен Египет. Тя е дъщеря на селевкидския цар Антиох III Велики (упр. 222 – 187 пр.н.е.) и Лаодика III, дъщеря на Митридат II (Понт) и Лаодика, дъщеря на Антиох II Теос. Тя е сестра на Селевк IV Филопатор и Антиох IV Епифан.
През зимата 193 пр.н.е./194 пр.н.е. Клеопатра I се омъжва за Птолемей V Епифан в Рафия от династията на Птолемеите. Клеопатра I тогава е на 10 години, а Птолемей V
е на ок. 16 години. Нейната зестра са Коилесирия, Финикия, и Юдея, според еврейския Стар Завет. Александрийците наричат Клеопатра II „Сирийката“.
Тя е приета в царския култ и получава титлата theoí Epiphaneis или Epiphaneis kai Eucharistoi, както нейния съпруг.
Клеопатра I ражда през 189 пр.н.е. Клеопатра II, през 186 пр.н.е. Птолемей VI и през 182/181 пр.н.е. Птолемей VIII.
През септември или октомври 180 пр.н.е. умира нейният съпруг Птолемей V Епифан и Клеопатра I е регент на малолетния си син Птолемей VI и получава титлата Thea Epiphanes, а той получава името Philometor.
Клеопатра I от Сирия умира през 176 пр.н.е.